# Marco Zanchi
Marco Zanchi (San Giovanni Bianco, 15 de abril de 1977) é um ex-futebolista profissional italiano que atuava como defensor.

## Carreira
Marco Zanchi começou na Atalanta BC.